# Stormtrooper
Lính Stormtrooper là một đội quân hư cấu xuất hiện trong loạt sử thi Star Wars của George Lucas. Được giới thiệu trong bộ phim Star Wars (1977), Stormtrooper là quân đội chủ lực mặt đất của Đế Chế Thiên Hà, dưới quyền điều hành của Hoàng Đế Palpatine và các chỉ huy của họ, ví dụ như Darth Vader và Grand Moff Tarkin. Trong phim Star Wars: The Force Awakens (2015), Stormtrooper phục vụ cho Tổ chức Thứ Nhất dưới quyền điều hành của Thủ lĩnh tối cao Snoke và các chỉ huy của họ, như Kylo Ren và Tướng Hux.

## Bối cảnh
Sau sự sụp đổ của Cộng Hòa Thiên Hà và Tổ chức Jedi, Palpatine đã nắm lấy quyền lực vá biến nền Cộng Hòa cũ thành chế độ Đế chế của riêng mình. Tất cả các đội quân vô tính sau Chiến tranh vô tính đều bị tử hình hoặc trái lệnh, một số khác được biến thành Stormtrooper phục vụ Đế Chế Thiên Hà.
Tiếp theo sự hủy diệt của Đế Chế, những người lính lại tiếp tục phục vụ Tổ chức Thứ Nhất với áo giáp được thiết kế lại. Stormtrooper tiếp tục hoàn thành sứ mệnh của Tổ chức Thứ nhất, để đè bẹp nền Cộng hòa mới.

## Mô tả

### Thiết kế
Như được thấy trong phim, bộ giáp của họ được phủ một màu trắng khắp cơ thể.
Dựa trên bản phác thảo lúc đầu của Ralph McQuarrie, Liz Moore and Nick Pemberton đã điêu khắc phần mũ, Brian Muir điêu khắc phần áo giáp cho bộ giáp. Muir, cũng là người đã tạo ra bộ trang phục của Darth Vader trong phim, làm việc ở trường quay Elstree.
Bộ giáp được thiết kế lại cho loạt phim The Force Awakens (2015) bởi Michael Kaplan và được góp ý bởi đạo diễn J. J. Abrams

### Đặc biệt
Thông qua vũ trụ Star Wars ta thấy nhiều loại giáp khác của Stormtrooper:
- Sandtroopers (lính cát) được thấy trong phần phim gốc và The Force Awakens. Áo giáp được thiết kế thêm miếng đệm ở vai, mũ bảo hiểm có hơi khác một chút, miếng bảo vệ đầu gối hình kim cương.
- Snowtroopers (lính tuyết) được thấy trong cuộc tấn công vào căn cứ Echo trên Hoth trong The Empire Strikes Back (1980) và trong Star Wars: The Force Awakens, trong các trò chơi điển tử như Star Wars: Empire at War, Star Wars: Battlefront, Star Wars: Battlefront II, Star Wars Jedi Knight: Jedi Academy and Shadows of the Empire. Áo giáp được thiết kế khác với kính và áo choàng.
- Imperial Scout troopers (lính do thám Đế Chế) được thấy trên hành tinh Endor trong Return of the Jedi (1983). Được huấn luyện để có thể sinh tồn trên mọi địa hình, và cũng được thấy họ xuất hiện trong Star Wars: Battlefront, Star Wars: Battlefront II và Star Wars: The Force Unleashed như lính bắn tỉa.
- Phase II dark troopers (lính bóng tối giai đoạn II) được thấy trong trò chơi Star Wars: Commander, sở hữu vũ khí hạng nặng và có khả năng phá hàng phòng thủ của đối phương.
- Seatroopers (lính thủy) được huấn luyện ở địa hình nước.
- Magma troopers (lính dung nham) được huấn luyện để thích ứng trên những địa hình núi lửa.
- First Order Riot Control stormtroopers (lính kiểm soát bạo động Tổ chức Thứ Nhất) xuất hiện trong Star Wars: The Force Awakens (2015), kiểm soát bạo động và dùng vũ khí cận chiến như lá chắn chống la-de và dùi cui Z6[4][5].
- First Order Flametrooper (lính phun lửa Tổ chức Thứ Nhất) xuất hiện trong The Force Awakens (2015) trên hành tinh Jakku. Sử dụng vũ khí là súng phun lửa D-93 và chiếc áo giáp được thiét kế để chống lại lượng nhiệt lớn.
- Shocktroopers (lính shock)
- Shadowtroopers (lính bóng đêm)
- Jumptroopers (lính nhảy)
- Heavy Weapons Stormtroopers (lính hạng nặng)
- Space troopers (lính vũ trụ) xuất hiện trong phần phim gốc và được xác nhận là Space troopers trong Buổi lễ Star Wars ở Ahneim.
- Purge troopers (lính thanh trừng) xuất hiện trong cuốn tiểu thuyết Star Wars: Uprising để giúp Đế Chế duy trì trật tự ở khu vực Anoat.